# 索女·喪屍·機關槍
《索女·喪屍·機關槍》（英語：Planet Terror）是2007年由羅拔·洛迪格斯編劇和執導的電影，是關於一群人被類似喪屍的生物猛擊下生存，他們長期爭鬥與軍隊。這電影進貢到喪屍的影片風格，分別由罗丝·麦高恩、費迪·洛迪格斯、佐斯·布連、瑪莉·雪登、邁克爾·比恩和傑夫·法漢主演。

## 外部連結
- 互联网电影数据库（IMDb）上《索女·喪屍·機關槍》的资料（英文）
- AllMovie上《索女·喪屍·機關槍》的资料（英文）
- 爛番茄上《索女·喪屍·機關槍》的資料（英文）